# George Young (Politiker)

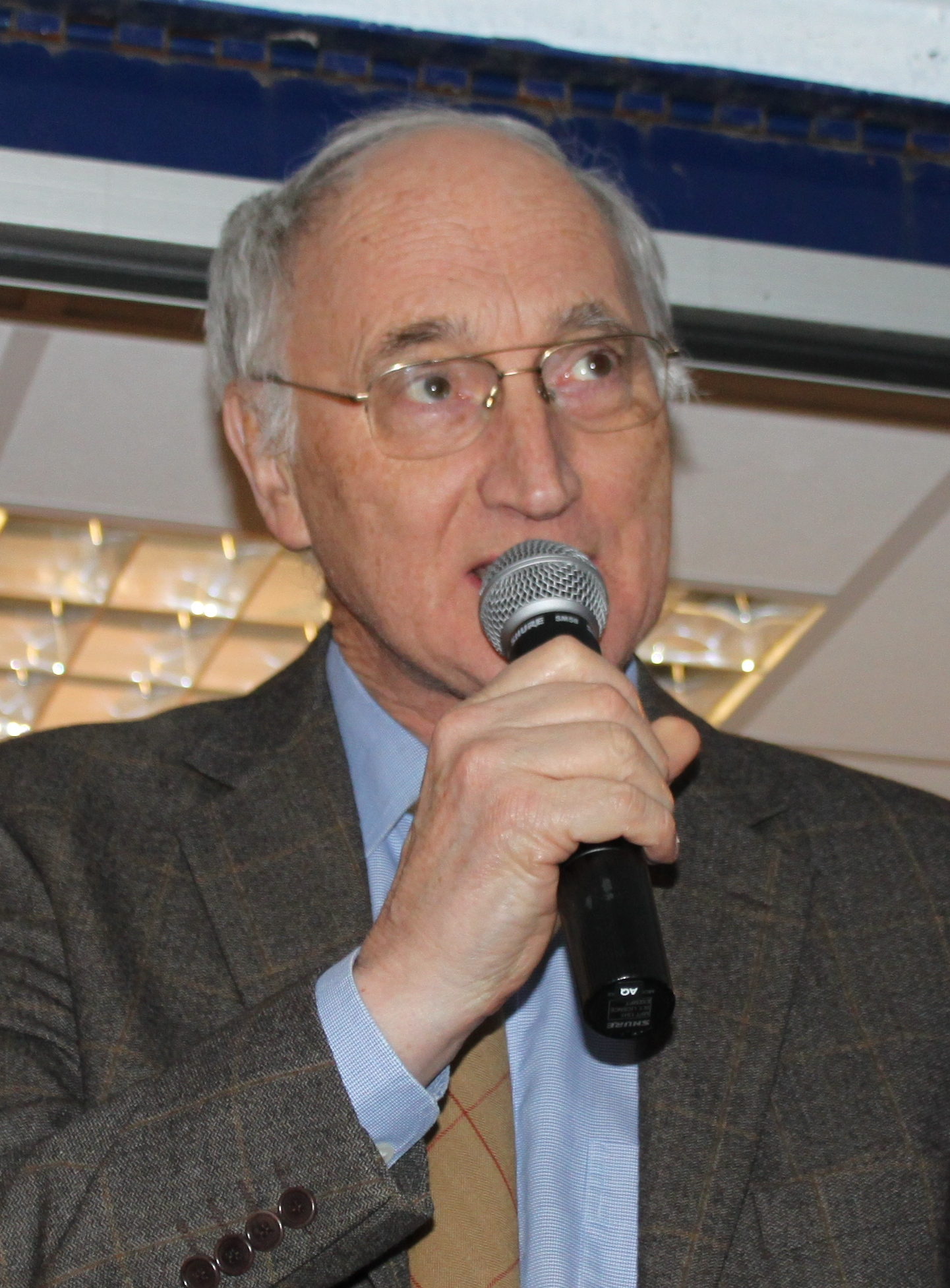
Sir George Young (2009)

Familienwappen der Young Baronets, of Formosa Place

George Samuel Knatchbull Young, Baron Young of Cookham CH PC (* 6. Juli 1941 in Oxford, Oxfordshire, England), früher bekannt als Sir George Young, 6. Baronet, ist ein britischer Politiker der Conservative Party und war von Mai 2010 bis September 2012 Fraktionsvorsitzender der Konservativen im House of Commons sowie Lordsiegelbewahrer (Lord Privy Seal). Von 2012 bis 2014 bekleidete er das Amt des "Chief Whip" der Conservative Party im House of Commons. Er war von 1974 bis 2015 Mitglied des House of Commons und ist seit 2015 als Life Peer Mitglied des House of Lords.

## Biografie

### Herkunft, berufliche und kommunalpolitische Laufbahn
George Young entstammte einer Familie von Diplomaten. Als sein Vater Sir George Peregrine „Gerry“ Young, 5. Baronet, 1960 verstarb, erbte er von diesem den 1813 geschaffenen Titel eines Baronet, of Formosa Place in the County of Berkshire. Auch sein Großvater mütterlicherseits, Hughe Knatchbull-Hugessen, war zwischen 1930 und 1947 Botschafter in zahlreichen Ländern wie Estland, Lettland, Litauen, Persien, China, Türkei, Belgien und Luxemburg.
Nach dem Besuch des Eton College studierte er Philosophy, Politics and Economics (PPE) am Christ Church College der University of Oxford und beendete dieses Studium 1963. Während seiner Studienzeit engagierte er sich in zahlreichen Ämtern in der Conservative Association und war unter anderem Mitglied des Ständigen Ausschusses der Oxford Union. Nach Beendigung des Studiums wurde er Mitarbeiter der Handelsbank Hill Samuel, ehe er von 1966 bis 1967 im Nationalen Büro für Wirtschaftsentwicklung tätig war. Im Anschluss absolvierte er ein postgraduales Studium an der University of Surrey und erwarb dort einen Master of Arts (M.A. Philosophy), ehe er danach von 1969 bis 1974 Wirtschaftsberater der Post Office Corporation war.
Daneben begann Young seine politische Laufbahn in der Kommunalpolitik für den Ortsteil Clapham Town als Mitglied des Stadtbezirksrats des London Borough of Lambeth, dem zu der Zeit neben seiner Ehefrau Aurelia Young auch John Major angehörte. Wie Major verlor auch er seinen Sitz im Borough Council bei der Wahl 1971, allerdings wurde er zuvor 1970 als einer von vier Vertretern des London Borough of Ealing zum Mitglied des Greater London Council (GLC) gewählt und gehörte diesem bis 1973 an. 1973 erschien sein Buch Tourism: Blessing or Blight?.

### Unterhausabgeordneter und Minister
Bei den Wahlen vom Februar 1974 wurde Young als Kandidat der Conservative Party erstmals zum Abgeordneten des Unterhauses gewählt und vertrat in diesem bis 1997 zunächst den Wahlkreis Ealing Acton. Zwischen 1976 und 1979 war er zugleich Parlamentarischer Geschäftsführer der konservativen Opposition im House of Commons (Opposition Whip).
Nach dem Wahlsieg der Conservative Party bei den Unterhauswahlen 1979 übernahm er in der Regierung von Premierministerin Margaret Thatcher als Junior Health Minister sein erstes Regierungsamt. Anschließend war er von 1981 bis 1986 Parlamentarischer Unterstaatssekretär im Umweltministerium. Zuletzt war er 1990 kurzzeitig Whip der Regierungsfraktion, verbunden mit dem Hofamt eines Kontrolleur des königlichen Haushalts (Comptroller of the Household).
In der Regierung von Thatchers Nachfolger als Premierminister, John Major war er zunächst von 1990 bis 1994 Staatsminister für Haushalt und Planung und danach Finanzsekretär im Schatzamt (Treasury). 1995 wurde er von Premierminister Major als Verkehrsminister (Secretary of State for Transport) erstmals in das Kabinett berufen und gehörte diesem bis zum Ende von Majors Amtszeit nach der Wahlniederlage bei den Unterhauswahlen vom 1. Mai 1997 an.
Bei diesen Wahlen wurde er selbst zum Abgeordneten des Unterhauses für den Wahlkreis North West Hampshire gewählt, den er bis heute vertritt. Zugleich wurde er zum Mitglied des konservativen Schattenkabinetts berufen, in dem er erst „Schattenverteidigungsminister“ und dann von 1998 bis September 2000 Schattenführer des Unterhauses wurde (Shadow Leader of the House).
Nachdem er von diesem Amt zurückgetreten war, kandidierte er als Nachfolger von Betty Boothroyd für das Amt des Unterhaussprechers (Speaker of the House of Commons) und unterlag jedoch dem Kandidaten der Labour Party, Michael Martin.
Danach war er von 2001 bis 2009 Vorsitzender des Ausschusses für Standards und Privilegien, ehe er am 22. Juni 2009 abermals für das Amt des Unterhaussprechers kandidierte. Diesmal unterlag er jedoch im Kampf um die Nachfolge von Michael Martin seinem Parteifreund John Bercow, der offensichtlich kaum Stimmen der eigenen Partei erhielt, sondern hauptsächlich wegen seiner großen Nähe zur Labour Party von dieser gewählt wurde. Danach war Young zwischen 2009 und Mai 2010 erneut Shadow Leader of the House war.
Nach dem Wahlsieg der Conservative Party bei den Unterhauswahlen 2010 wurde er am 12. Mai 2010 von Premierminister David Cameron zum Lordsiegelbewahrer berufen und war zugleich Führer der konservativen Regierungsfraktion und damit Leader of the House of Commons und in dieser Funktion auch Teilnehmer an den Sitzung des Kabinetts. Er selbst wurde bei diesen Wahlen mit seinem höchsten Ergebnis von 58,3 Prozent der Wählerstimmen wieder zum Unterhausabgeordneten wiedergewählt.
In diesen Funktionen drängte er im September 2010 zu Lösungen wegen der Rückzahlungen zu Unrecht empfangener Finanzleistungen durch Abgeordnete während des sogenannten „Expenses Scandal“, wobei er selbst den Höchstsatz von 127.000 Pfund Sterling für seinen Zweitwohnsitz in London erhielt.
Zugleich tritt er für eine feste fünfjährige Legislaturperiode ein.
Vom 19. Oktober 2012 bis zum 14. Juli 2014 bekleidete er das Amt des „Chief Whip“ der Conservative Party im House of Commons. Am 30. März 2015 schied er aus dem House of Commons aus.

### Life Peer
Am 29. September 2015 wurde Young zum Life Peer mit dem Titel Baron Young of Cookham, of Cookham in the Royal County of Berkshire ernannt. Damit wurde er auch Mitglied des House of Lords. Seit Juli 2016 ist Lord Young Lord-in-Waiting und damit ein Whip der Regierung von Theresa May.